# 漳厦铁路
漳厦铁路于清朝光绪31年（1905年）由华侨集资开始修建，宣统2年（1910年）完成长28公里的厦门嵩屿至漳州江东桥段工程并开始通车，由于经营不善与资金不足，后续工程不了了之，已建成线路也于民国19年（1930年）漳嵩公路开通后停运并于日后战乱期间被拆毁。漳厦铁路是福建省的第一条铁路，目前在福建省博物馆内将“漳厦铁路”石碑作为历史文物保存。
漳厦铁路采用国际标准轨距（1,435毫米）设计，动力为蒸汽机车牵引，采用单线路基并预留地亩以备日后进行双线建设，路基标高设计在历年洪水最高位以上。该段铁路坡度不大，基本没有长大坡道，但由于位于滨海，沿线河湾较多，而且穿越农业耕种区，因此较多桥梁涵洞。有通车的嵩江一段就有桥梁41座，共计441米，其中最大桥长60米，另有涵洞59个。全路共有蒸汽机车2台，分别为英国造载重24吨和美国造载重21.5吨，挂二等车厢2节，三等车厢6节，货运棚车3节，敞车6节。全程从嵩屿始发，经海沧、下厅、通津亭、后港溪、石美、蔡店、吴宅、江东桥9个车站，全程耗时约3小时，每日上行、下行各开行2列。

## 历史
清朝光绪31年（1905年），由光禄寺卿张亨嘉等在京的福建同乡和京官向商部发起筹建福建铁路的倡议，并推举前内阁学士兼礼部侍郎衔陈宝琛为闽路总理，最终得到了清政府的批准。次年7月召开股东会议，成立商办福建铁路公司，发布暂定章程和招股章程，并选定董事、办事人员等。章程中计划在全省修筑干线2条、支线3条：上游干线为福州至延平（今南平）及邵武，并由延平至建宁连接浙江铁路、邵武连接江西铁路，下游干线为福州至漳州；支线分别为漳州—厦门嵩屿、泉州—东石和福州—马尾。
由于公司招股章程规定“本公司专招华股，如有为外国人代购股票，及将股票转售，抵押于外国人者，本公司概不承认。”因此，公司股份主要由福建商界、沪粤同乡以及东南亚华侨认购，截至光绪32年（1906年）收集股本170万多银元。在资金不足的情况下，公司经过总工程师陈怡堂、副总工程师王有谷的查勘，决定先行修筑45公里漳厦铁路，并分两个阶段，第一阶段从嵩屿到江东桥，全长28公里；第二阶段从江东桥到漳州，全长17公里。
光绪33年（1907年）7月18日，漳厦铁路正式开工。期间经闽浙总督奏准在全省各县的粮、盐税中收取路捐，每年约可收银17万两。后又向交通银行广东分行借款50万元。宣统2年（1910年）5月9日，嵩屿至江东桥段工程竣工并开始试运行，而余下工程因公司资金不足，无法继续。
铁路通车营业后，由于经营状况不佳，每个月的收入仅约3000元，支出却超过3000元。再加上中华民国成立后，福建省议会决定取消粮捐和盐捐，仅由财政司每月提拨3000元，后来连该项拨款都停止。不仅铁路公司无法维持，向银行的借款也无从偿付。于是民国2年（1913年）10月，公司股东会议决议推选代表向政府申请将铁路收归国有并获批准。交通部于次年4月1日起接收管理厦漳铁路后，每月仍然拨款3000元，后又拨款70多万元用于修筑码头。
1923年7月起，由于厦漳地区成为战场，铁路公司财产损失严重。1927年，国民革命军占领福建后由福建建设厅负责管理运营，但经营状况并没有起色。1930年11月，由于漳嵩公路修筑完成，漳厦铁路全面停运。1938年5月，嵩屿火车站房舍被日军炸毁。为避免铁路遭到日军的利用，国军撤退时决定将残存的铁路全部拆卸，并将拆不掉的部分全数炸毁。

## 沿线车站
漳厦铁路全线共设厦门、嵩屿、海沧、石美、江东桥、漳州6个车站（其中厦门站和漳州站最终未建设完成），此外还设有下厅、通津亭、后港溪、蔡店、吴宅、五旗及郭坑、浦南等停车台（又称旗站或乘降所）。
- 厦门站：站址在磁街码头，与嵩屿站海上运输连接，距离3.5公里。同时也是漳厦铁路厦门办事处的所在地。
- 嵩屿站：在海澄县东侧，是漳厦公路实际的起点站，北边为同安区。并在此建有长160米的专用码头一座。
- 海沧站：在海澄县内，距嵩屿站6公里，北边为灌口。
- 通津亭停车台：在同安与龙溪的交界处附近，距嵩屿站14公里。
- 后港溪停车台：在龙溪县内，临近石美、角美，距嵩屿站16公里。
- 石美站：在龙溪县内，距嵩屿站17公里。
- 蔡店停车台：在龙溪县内，距嵩屿站20公里。
- 吴宅停车台：在龙溪县内，距嵩屿站25公里，距江东桥站6公里。
- 江东桥站：在九龙江边，距漳州市区17.5公里。乘客须转汽车才能抵达漳州，货物则多由电船与帆船沿九龙江运送。